# 原宿ふりふら堂
『原宿ふりふら堂』（はらじゅくふりふらどう）は、1999年4月から同年6月までテレビ朝日系で金曜 1:00 - 1:30（木曜深夜）に放送されたテレビドラマ。全13回。

## ストーリー
生き別れになっていた双子が、祖母が原宿に建てたおんぼろアパート「ふりふら堂」で偶然再会し、住人たちのドタバタ劇を描いたドラマ

## 出演
- YUKO（演：YUKO）
- AIKO（演：AIKO）
- リサ（演：たなかさおり）
- 田中氏（演：櫻田宗久）
- 桜子（演：小林麻子）
- 亜亜人（演：）

## 主題歌
- 「小さな光」（歌：FLIP-FLAP）

| スタブアイコン | サブスタブ | この項目は、まだ閲覧者の調べものの参照としては役立たない、テレビ番組に関連した書きかけの項目です。この項目を加筆・訂正などしてくださる協力者を求めています（P:テレビ/PJ:放送または配信の番組）。 |